# Waitin' on a Sunny Day
Waitin' on a Sunny Day è un singolo del 2003 di Bruce Springsteen, tratto dall'album The Rising.

## Il brano
Mentre molte canzoni di The Rising sono state scritte in risposta agli attentati dell'11 settembre 2001, Waitin' on a Sunny Day è stata scritta in precedenza. Springsteen ha scritto e registrato la canzone nel 1998 o 1999, ma quella registrazione non è stata pubblicata.  Il 17 giugno 1999, durante il Bruce Springsteen e E Street Band Reunion Tour, Springsteen e la band suonarono la canzone per un soundcheck , ma non la suonarono durante nessuno degli spettacoli reali del tour. Il brano è stato  registrato di nuovo ad Atlanta durante le sessioni di The Rising ed è stato pubblicato in quell'album. 
La canzone combina una melodia semplice e rimbalzante arrangiamento alimentato da batteria, chitarre acustiche e violino di Soozie Tyrell con un testo che descrive l'ottimismo nella relazione di una coppia:
Piove, ma non c'è una nuvola nel cielo
Deve essere stata una lacrima dai tuoi occhi
Andrà tutto bene ...
Le parole del coro sono volutamente semplici:
Sto aspettando, aspetto in una giornata di sole
Scacciamo le nuvole
Aspettando un giorno soleggiato.
Le pause strumentali durante la metà e la fine della canzone includono un assolo di sassofono di Clarence Clemons contro un glockenspiel e un coro vocale di sottofondo che canta "oohs" e "aahs".
Anche se "Waitin' on a Sunny Day" è stata scritta prima degli attacchi dell'11 settembre, il tema della canzone di voler essere di nuovo felici assume nuovi significati nel contesto delle canzoni dell'11 settembre a tema esplicito dell'album. Nel suo libro The Gospel Secondo Bruce Springsteen, l'autore Jeffrey Symynkywicz vede la canzone come un riflesso del mondo più semplice prima dell'11 settembre.
"Waitin 'on a Sunny Day" è una delle poche canzoni di The Rising che ricordano le radici R & B della E Street Band. Springsteen lo ha descritto come "un buon esempio di songwriting pop" e anche come il tipo di canzone che tende a "voler buttare ... direttamente nel cestino" fino a quando l'ex produttore Jon Landau non ne parla. Springsteen ha anche dichiarato di aver scritto la canzone nello stile di Smokey Robinson.